# Ollove
OLLOVE z.s. je česká nestátní nezisková organizace, spolek sdružující LGBT komunitu a jejich přátele v Olomouci a jejím okolí. Byl založen 1. srpna 2012 a sídlí v Olomouci. Spolek pořádá kulturní a osvětové akce, především na témata genderu a sexuality s cílem otevření dialogu mezi různými skupinami lidí.

## Činnost spolku
Mezi akce pořádané OLLOVE patří například filmový festival Ozvěny Mezipater, pravidelné přednášky, výlety, HIV testování zdarma, či zábavné večery pro veřejnost. Spolupracuje například s organizacemi HateFree Culture, PROUD, Prague Pride, Amnesty International, Konsent a také spolupracuje s Univerzitou Palackého v Olomouci v rámci různých akcí, jako je například Olomoucký majáles.